# Абрамов, Залман
Залман Абрамов (ивр. זלמן אברמוב‎; полное имя — ивр. שניאור זלמן אברמוב‎ — Шнеур Залман Абрамов; 6 мая 1908, Минск, Российская империя — 5 марта 1997, Израиль) — израильский политик, депутат кнессета (4, 5, 6, 7, 8 созывы) от партии Общих сионистов, Либеральной партии, блока ГАХАЛ и Ликуда.

## Биография
Залман Абрамов родился 6 мая 1908 года в еврейской семье, в городе Минске на территории Российской империи (ныне Республика Беларусь) в семье Шабтая Абрамова и Хени Рогинской. Репатриировался в подмандатную Палестину в 1920 году, учился в тель-авивской гимназии «Герцлия». Затем жил в США, учился в Университете Кейс Вестерн резерв (Кливленд, США). Здесь он работал заместителем председателя сионистского студенческого профсоюза в Соединённых Штатов в 1931—1933 годах.
Получил степень доктора юриспруденции. Служил председателем дружественного израильско-американского союза (1950-1964). Был избран в кнессет 4-го созыва (1959) от Партии общих сионистов, работал в комиссии по труду и законодательной комиссии.
В 1961 году был переизбран в кнессет 5-го созыва от Либеральной партии Израиля, работал в комиссии по экономике, комиссии кнессета и законодательной комиссии. После создания блока «ГАХАЛ», Абрамов представлял его в кнессете 6-го и 7-го созыва.
Вошёл в состав Ликуда, избирался в кнессет 8-го созыва. Получил пост заместителя спикера кнессета. Работал в нескольких комиссиях: комиссии по иностранным делам и безопасности (7 и 8 созывы), законодательной комиссии (6, 7, 8 созывы) и в комиссии по экономике (7).
Залман Абрамов скончался 5 марта 1997 года на восемьдесят восьмом году жизни, в Израиле.